# Gyönk
Gyönk (Duits: Jink) is een plaats (nagyközség) en gemeente in het Hongaarse comitaat Tolna. Gyönk telt 2179 inwoners (2001).